# Abraham Foxall

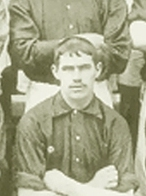
Abraham Foxall

Abraham Foxall (sinh năm 1874) là một cầu thủ bóng đá người Anh thi đấu ở vị trí tiền đạo.